# Arco de San Roque (Calanda)

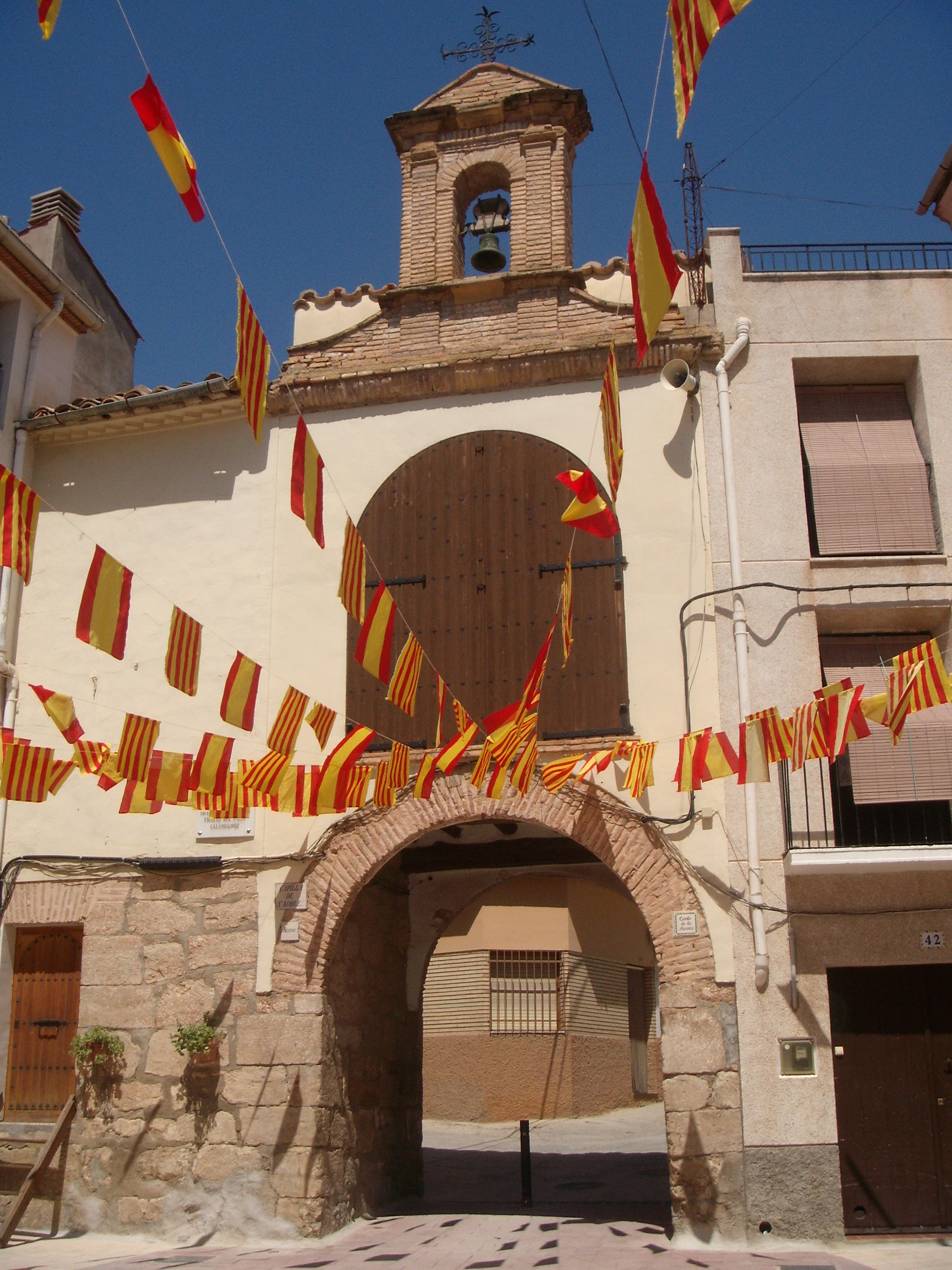
Arco de San Roque de Calanda.

El Arco de San Roque de Calanda es un antiguo portal de entrada a la villa y uno de los puntos más característicos de ésta. Está dedicado a San Roque, patrón de las fiestas de verano calandinas, durante las cuales se celebra misa en él. 
Arquitectónicamente es una construcción sencilla, constituida por tres cuerpos superpuestos, a saber: el arco referido, realizado con piedra sillar bien escuadrada y ladrillo; el oratorio, destacado por un vano que reitera la forma del cuerpo inferior; y un pequeño campanario, también en ladrillo.
- Datos: Q5703148